# Perdikkas II
Perdikkas II (grekiska: Περδίκκας Β) var kung av Makedonien från omkring 454 till 413 f.Kr. Han var son till Alexander I.

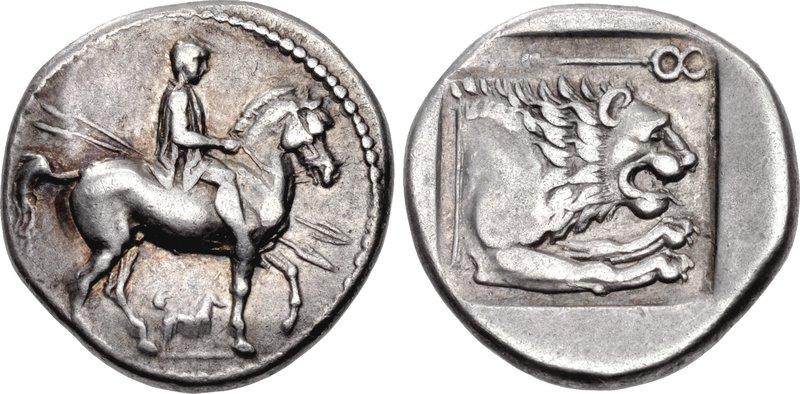
Mynt från Perdikkas II.